# حرف می‌زدی حرف می‌زدی
«حرف می‌زدی حرف می‌زدی» (به انگلیسی: Talk Talk) ترانه‌ای از خوانندهٔ بریتانیایی چارلی ایکس‌سی‌ایکس می‌باشد که به‌عنوان پنجمین ترانه در ششمین آلبوم استودیویی وی تحت عنوان لوس قرار دارد. نسخهٔ ریمیکس این ترانه به‌همراهٔ خواننده-ترانه‌پرداز استرالیایی تروی سیوان در ۱۲ سپتامبر سال ۲۰۲۴ به‌عنوان پنجمین تک‌آهنگ از لوس و کاملاً متفاوته ولی همچنان لوسه منتشر گردید؛ که سومین همکاری چارلی ایکس‌سی‌ایکس و سیوان نیز می‌باشد. خوانندهٔ انگلیسی دوا لیپا نیز در این ترانه کلماتی را به زبان‌های فرانسوی و اسپانیایی بر زبان آورده اما هیچ اشاره‌ای به وی ذکر نشده.